# Brooksville (Oklahoma)
Brooksville es un pueblo ubicado en el condado de Pottawatomie en el estado estadounidense de Oklahoma. En el año 2010 tenía una población de 63 habitantes y una densidad poblacional de 6,23 personas por km².

## Geografía
Brooksville se encuentra ubicado en las coordenadas 35°12′53″N 96°58′9″O / 35.21472, -96.96917 (35.214609, -96.969304).

## Demografía
Según la Oficina del Censo en 2000 los ingresos medios por hogar en la localidad eran de $45,625 y los ingresos medios por familia eran $45,417. Los hombres tenían unos ingresos medios de $51,250 frente a los $38,750 para las mujeres. La renta per cápita para la localidad era de $15,667. Alrededor del 15.4% de la población estaban por debajo del umbral de pobreza.